# THE SUN WILL RISE AGAIN 〜撃魂霊刀
『THE SUN WILL RISE AGAIN 〜撃魂霊刀』（ザ・サン・ウィル・ライズ・アゲイン　げっけんれいとう）は、LOUDNESSが2014年に発表した26枚目のスタジオ・アルバムである。

## 概要
バンドは2009年より毎年1枚のベースでアルバムを発表していたが、今作のリリースに関しては前作より2年以上かかっている。このことについてメンバーの高崎晃は「昨年（2013年）の5月頃にほぼ録り終わっていたが、その後アメリカ側のマネージメントやレコード会社等との折衝や調整に時間がかかった」と語っている。しかし、「自分たちが納得できないことについては"NO"を言い、結果的には自分たちの意向に沿ったものとして完成している」とも語っている。
今作は初回限定盤（CD+DVD）と通常盤（CDのみ）の二形態で発売され、翌年には今作のミックス違いである『The Sun Will Rise Again -US MIX-』が発表された。

## 収録曲
| 全作詞: 二井原実、全作曲: 高崎晃、全編曲: LOUDNESS。 |                               |          |            |      |
| #                                                    | タイトル                      | 作詞     | 作曲・編曲 | 時間 |
| 1.                                                   | 「Nourishment of the World」  | 二井原実 | 高崎晃     | 2:08 |
| 2.                                                   | 「Got to be Strong」          | 二井原実 | 高崎晃     | 6:05 |
| 3.                                                   | 「Never Ending Fire」         | 二井原実 | 高崎晃     | 5:10 |
| 4.                                                   | 「The Metal Man」             | 二井原実 | 高崎晃     | 2:45 |
| 5.                                                   | 「Mortality」                 | 二井原実 | 高崎晃     | 4:48 |
| 6.                                                   | 「The Best」                  | 二井原実 | 高崎晃     | 8:20 |
| 7.                                                   | 「The Sun Will Rise Again」   | 二井原実 | 高崎晃     | 5:48 |
| 8.                                                   | 「Rock You Wild」             | 二井原実 | 高崎晃     | 4:30 |
| 9.                                                   | 「Greatest Ever Heavy Metal」 | 二井原実 | 高崎晃     | 8:13 |
| 10.                                                  | 「Shout」                     | 二井原実 | 高崎晃     | 5:20 |
| 11.                                                  | 「Not Alone」                 | 二井原実 | 高崎晃     | 6:08 |
| 合計時間:                                            | 合計時間:                     | 59:08    |            |      |

DVD(初回限定盤のみ)
1. The Sun Will Rise Again (Music Video)
2. Track by Track Interview

The Sun Will Rise Again -US MIX
| 全作詞: 二井原実、全作曲: 高崎晃、全編曲: LOUDNESS。 |                               |          |            |      |
| #                                                    | タイトル                      | 作詞     | 作曲・編曲 | 時間 |
| 1.                                                   | 「The Sun Will Rise Again」   | 二井原実 | 高崎晃     | 5:39 |
| 2.                                                   | 「The Metal Man」             | 二井原実 | 高崎晃     | 2:45 |
| 3.                                                   | 「Mortality」                 | 二井原実 | 高崎晃     | 4:46 |
| 4.                                                   | 「Shout」                     | 二井原実 | 高崎晃     | 5:46 |
| 5.                                                   | 「Not Alone」                 | 二井原実 | 高崎晃     | 6:06 |
| 6.                                                   | 「Rock Will Never Die」       | 二井原実 | 高崎晃     | 4:40 |
| 7.                                                   | 「Rock You Wild」             | 二井原実 | 高崎晃     | 4:29 |
| 8.                                                   | 「The Best」                  | 二井原実 | 高崎晃     | 8:21 |
| 9.                                                   | 「Never Ending Fire」         | 二井原実 | 高崎晃     | 5:09 |
| 10.                                                  | 「Greatest Ever Heavy Metal」 | 二井原実 | 高崎晃     | 8:15 |
| 合計時間:                                            | 合計時間:                     | 56:04    |            |      |

## 演奏者
- 二井原実 - ボーカル
- 高崎晃 - ギター
- 山下昌良 - ベース
- 鈴木政行 - ドラムス